# Senotainia angolae
Senotainia angolae är en tvåvingeart som beskrevs av Zumpt 1976. Senotainia angolae ingår i släktet Senotainia och familjen köttflugor.
Artens utbredningsområde är Angola. Inga underarter finns listade i Catalogue of Life.